# Mariscal del aire
Mariscal del Aire (en inglés: Air marshal, Air Mshl o AM) es un rango de oficialidad militar aéreo utilizado por algunas fuerzas aéreas, con orígenes en la Real Fuerza Aérea británica. Este rango es utilizado por las fuerzas aéreas de muchos países con influencia británica histórica, incluyendo muchos países de la Mancomunidad de Naciones. Suele ser equivalente a vicealmirante o teniente general.
El rango de mariscal del aire es inmediatamente superior al de vicemariscal del aire y está inmediatamente subordinado al de mariscal jefe del aire. Los oficiales con rango de mariscal del aire suelen ocupar puestos de alta jerarquía, como el de comandante en jefe de una fuerza aérea o de una gran formación aérea. Los oficiales con rango de mariscal del aire y vicemariscal del aire también se denominan genéricamente mariscales del aire. En ocasiones, los oficiales de la fuerza aérea con rango de mariscal se consideran mariscales del aire.